# Anchiornithidae
Anchiornithidae (лат.) — семейство вымерших ящеротазовых тероподовых динозавров, из инфраотряда манирапторы, живших со средней юры (167 млн лет назад) до раннего мела (122 млн лет назад), всего около 45 млн лет. Были найдены на территории современного Китая. 
Anchiornithidae были открыты в 2009 году, когда нашли динозавра анхиорниса. 

## Классификация
В семейство включают 8 родов с 8 видами
- Anchiornis Xu et al., 2009 — Анхиорнис
- Serikornis
- Pedopenna
- Eosinopteryx
- Xiaotingia
- Yixianosaurus
- Fujianvenator
- Ostromia
- Caihong

## Внешность и поведение
Анхиорнитиды были оперёнными и по внешности напоминали птиц, но они всё же были динозаврами, так как имели вместо клюва зубастые челюсти и были четвероногими, имевшими передние лапы на крыльях. Скелет всех Anchiornithidae напоминал скелет современных птиц. Летать они не умели, но уже умели планировать с дерева на дерево. Каждый теропод семейства Anchiornithidae имел (дополнительные) крылья на задних лапах, что помогало им перелетать на большие расстояния. В семействе Anchiornithidae самым древним является Xiaotingia (167 млн лет назад), самым поздним Yixianosaurus (122 млн лет назад). Anchiornithidae достигали в длину максимум до 1 м. 